# Tajon Buchanan
Tajon Trevor Buchanan (sinh ngày 8 tháng 2 năm 1999) là một cầu thủ bóng đá chuyên nghiệp người Canada hiện đang thi đấu ở vị trí tiền vệ cho câu lạc bộ Inter Milan tại Serie A và đội tuyển quốc gia Canada.

## Thống kê sự nghiệp

### Câu lạc bộ
Tính đến ngày 17 tháng 3 năm 2024
| Club                          | Season              | League              | League | League | National cup | National cup | Continental | Continental | Other | Other | Total | Total |
| Club                          | Season              | Division            | Apps   | Goals  | Apps         | Goals        | Apps        | Goals       | Apps  | Goals | Apps  | Goals |
| ----------------------------- | ------------------- | ------------------- | ------ | ------ | ------------ | ------------ | ----------- | ----------- | ----- | ----- | ----- | ----- |
| Sigma                         | 2018                | League1 Ontario     | 7      | 2      | —            | —            | —           | —           | —     | —     | 7     | 2     |
| New England Revolution        | 2019                | MLS                 | 10     | 0      | 1            | 0            | —           | —           | —     | —     | 11    | 0     |
| New England Revolution        | 2020                | MLS                 | 23     | 2      | —            | —            | —           | —           | 5     | 1     | 28    | 3     |
| New England Revolution        | 2021                | MLS                 | 17     | 6      | 0            | 0            | 0           | 0           | —     | —     | 17    | 6     |
| New England Revolution        | Total               | Total               | 50     | 8      | 1            | 0            | 0           | 0           | 5     | 2     | 56    | 9     |
| Club Brugge                   | 2021–22             | Belgian Pro League  | 14     | 1      | 1            | 0            | —           | —           | —     | —     | 15    | 1     |
| Club Brugge                   | 2022–23             | Belgian Pro League  | 24     | 1      | 2            | 0            | 6           | 0           | 0     | 0     | 32    | 1     |
| Club Brugge                   | 2023–24             | Belgian Pro League  | 12     | 2      | 0            | 0            | 8           | 1           | —     | —     | 20    | 3     |
| Club Brugge                   | Total               | Total               | 50     | 4      | 3            | 0            | 14          | 1           | 0     | 0     | 67    | 5     |
| New England Revolution (mượn) | 2021                | MLS                 | 10     | 2      | 0            | 0            | —           | —           | 1     | 1     | 11    | 3     |
| Inter Milan                   | 2023–24             | Serie A             | 3      | 0      | —            | —            | 0           | 0           | —     | —     | 3     | 0     |
| Tổng cộng sự nghiệp           | Tổng cộng sự nghiệp | Tổng cộng sự nghiệp | 119    | 16     | 4            | 0            | 14          | 1           | 6     | 2     | 142   | 19    |

1. ↑  Includes U.S. Open Cup, Belgian Cup
2. ↑  Includes three appearances in MLS is Back Tournament group stage
3. ↑  One appearance in MLS is Back Tournament knockout stage, four appearances and one goal in MLS Cup Playoffs
4. ↑  Appearances in UEFA Champions League
5. ↑  Appearances in UEFA Europa Conference League

### Quốc tế
Tính đến ngày 23 tháng 3 năm 2024
| Đội tuyển quốc gia | Năm       | Trận | Bàn |
| ------------------ | --------- | ---- | --- |
| Canada             | 2021      | 16   | 3   |
| Canada             | 2022      | 13   | 1   |
| Canada             | 2023      | 6    | 0   |
| Canada             | 2024      | 1    | 0   |
| Tổng cộng          | Tổng cộng | 36   | 4   |

Bàn thắng và kết quả của Canada được để trước.
| # | Ngày                 | Địa điểm                     | Đối thủ     | Bàn thắng | Kết quả | Giải đấu                      |
| - | -------------------- | ---------------------------- | ----------- | --------- | ------- | ----------------------------- |
| 1 | 29 tháng 7 năm 2021  | NRG Stadium, Houston, Hoa Kỳ | México      | 1–1       | 1–2     | Cúp Vàng CONCACAF 2021        |
| 2 | 8 tháng 9 năm 2021   | BMO Field, Toronto, Canada   | El Salvador | 3–0       | 3–0     | Vòng loại FIFA World Cup 2022 |
| 3 | 13 tháng 10 năm 2021 | BMO Field, Toronto, Canada   | Panama      | 3–1       | 4–1     | Vòng loại FIFA World Cup 2022 |
| 4 | 27 tháng 3 năm 2022  | BMO Field, Toronto, Canada   | Jamaica     | 2–0       | 4–0     | Vòng loại FIFA World Cup 2022 |

## Danh hiệu

### Câu lạc bộ
New England Revolution
- Supporters' Shield: 2021

Club Brugge
- Belgian Pro League: 2021–22

Inter Milan
- Serie A: 2023–24[4]
- Supercoppa Italiana: 2023

### Đội tuyển quốc gia
- CONCACAF Nations League á quân: 2022–23[5]